# 青阳岔镇
青阳岔镇，是中华人民共和国陕西省榆林市靖边县下辖的一个乡镇级行政单位。

## 行政区划
青阳岔镇下辖以下地区：
青阳岔村、黄家湾村、卧牛城村、店家城村、马家河村、阳坪村、桃树峁村、陈家砭村、大台村、庙界村、双城村、畔沟村、刘界庄村、沙崾崄村、左挂山村、大寨桥村、沙家沟村、榆树崄村、阳川村、后街村和高石涯村。